# Vitalien Laurent
Vitalien Laurent (nato Louis Philippe Olivier Laurent; Séné, 26 maggio 1896 – Parigi, 21 novembre 1973) è stato un presbitero e bizantinista francese.
Autore di numerose pubblicazioni di storia, società e diritto ecclesiastico bizantino, è stato direttore della rivista Échos d'Orient (progenitrice della Revue des études byzantines).

## Biografia
Figlio di Louis Philippe Olivier Laurent, di origine bretone, ha studiato in Belgio e in Lussemburgo. Entrò negli Agostiniani dell'Assunzione a Lovanio il 6 gennaio 1923 e fu ordinato sacerdote il 27 giugno 1924 (con Venance Grumel come testimone). Nello stesso anno entrò nel comitato editoriale della rivista Echos d'Orient; ne divenne direttore nel 1930. Dopo il trasferimento della redazione da Istanbul a Bucarest, rimase in Romania fino al 1947. Nel 1952 divenne conservatore del gabinetto numismatico della Biblioteca Vaticana, nel 1958 maître de recherche al CNRS di Parigi e nel 1963 directeur de recherche. Fu membro onorario dell'Order of the British Empire a partire dal 1944.
Morì nella capitale francese il 21 novembre 1973.

## Attività di ricerca
Fin dai primi studi su Giovanni XI di Costantinopoli si è specializzato in teologia orientale e sfragistica.
Pubblicò circa 700 opere nei campi dell'agiografia greca, della storia bizantina, della sfragistica bizantina e della storia ecclesiastica bizantina. In particolare, ha curato l'edizione critica, con traduzione francese, del resoconto di Silvestro Siropulo sul Concilio di Firenze, i regesti degli atti del Patriarcato di Costantinopoli (anni 1204-1309) e un tomo sinodale dell'epoca del Patriarca Matteo I. Ha inoltre tradotto i primi sei libri della Storia di Giorgio Pachimere (XIII secolo), ma lasciò il progetto incompiuto; il suo lavoro fu poi ripreso e completato da Albert Failler.

## Opere
- (FR) V[italien] L[aurent], Les manuscrits de l'Histoire Byzantine de Georges Pachymère, in Byzantion, vol. 5, 1929 (pubbl. nel 1930),  pp. 129-205, ISSN 0378-2506 (WC · ACNP).
- (FR) V. Laurent, La chronologie des patriarches de Constantinople au xiiie s. (1208-1309), in Revue des études byzantines, n. 27, 1969,  pp. 129-150.
- (FR) V. Laurent, La chronologie des patriarches de Constantinople de la première moitié du xive siècle (1294-1350), in Revue des études byzantines, n. 7, 1949,  pp. 145-155.
- (GRC, FR) Vitalien Laurent (a cura di), La vie merveilleuse de Saint Pierre d'Atroa (†837), Bruxelles, Société des Bollandistes, 1956 («Subsidia Hagiographica», 29).
- (GRC, FR) Vitalien Laurent (a cura di), La vita retractata et les miracles posthumes de saint Pierre d'Atroa, Bruxelles, Société des Bollandistes, 1958 («Subsidia Hagiographica», 31).
- (FR) V. Laurent, Les premiers patriarches de Constantinople sous la domination turque (1454-1476). Succession et chronologie d'après un catalogue inédit, in Revue des études byzantines, n. 26, 1968,  pp. 229-263.
- (FR) V. Laurent, Le trisépiscopat du patriarche Matthieu Ier (1397-1410). Un grand procès canonique à Byzance au début du XVe siècle, in Revue des études byzantines, n. 30, 1972,  pp. 5-166.
- (GRC, FR) Georges Pachymérès, Relations historiques, édition, introduction et notes par Albert Failler, traduction française par †Vitalien Laurent, vol. 1 (livres I-III), Paris, Les Belles Lettres, 1984, ISBN 2-251-32230-2 («Corpus Fontium Historiae Byzantinae», XXIV/1).
- (GRC, FR) Georges Pachymérès, Relations historiques, édition et notes par Albert Failler, traduction française par †Vitalien Laurent, vol. 2 (livres IV-VI), Paris, Les Belles Lettres, 1984, ISBN 2-251-32231-0 («Corpus Fontium Historiae Byzantinae», XXIV/2).